# Новогребельська сільська рада (Прилуцький район)
Новогре́бельська сільська́ ра́да — адміністративно-територіальна одиниця та орган місцевого самоврядування у Прилуцькому районі Чернігівської області. Адміністративний центр — село Нова Гребля.

## Загальні відомості
Новогребельська сільська рада утворена у 1920 році.
- Територія ради: 24,84 км²
- Населення ради: 376 осіб (станом на 2001 рік)

## Населені пункти
Сільській раді підпорядковані населені пункти:
- с. Нова Гребля
- с. Лутайка
- с. Мокляки
- с. Мохнівка

## Склад ради
Рада складається з 12 депутатів та голови.
- Голова ради: Тарасенко Микола Григорович
- Секретар ради: Бабич Любов Іванівна

### Керівний склад попередніх скликань
| Прізвище, ім'я, по батькові | Основні відомості                                                               | Дата обрання | Дата звільнення |
| --------------------------- | ------------------------------------------------------------------------------- | ------------ | --------------- |
| Тарасенко Микола Григорович | Сільський голова, 1965 року народження, освіта середня спеціальна               | 26.03.2006   | 31.10.2010      |
| Тарасенко Микола Григорович | Сільський голова, 1965 року народження, освіта середня спеціальна, безпартійний | 31.10.2010   |                 |

Примітка: таблиця складена за даними сайту Верховної Ради України

### Депутати
За результатами місцевих виборів 2010 року депутатами ради стали:

#### За суб'єктами висування
| Суб'єкт висування            | Кількість обраних депутатів | %    |
| ---------------------------- | --------------------------- | ---- |
| Самовисування                | 11                          | 91,7 |
| Соціалістична партія України | 1                           | 8,3  |

#### За округами
| № округу                     | Прізвище, ім'я, по батькові    | Дата визнання обраним | Освіта             | Партійна приналежність             | Відомості про обраного депутата                                    |
| ---------------------------- | ------------------------------ | --------------------- | ------------------ | ---------------------------------- | ------------------------------------------------------------------ |
| Соціалістична партія України |                                |                       |                    |                                    |                                                                    |
| 11                           | Бабич Любов Іванівна           | 01.11.2010            | середня спеціальна | член Соціалістичної партії України | Новогребельська сільська рада, секретар                            |
| Самовисування                |                                |                       |                    |                                    |                                                                    |
| 1                            | Пігенко Людмила Володимирівна  | 01.11.2010            | середня            | позапартійна                       | Линовицький цукрозавод, робітниця                                  |
| 2                            | Воєводіна Алла Володимирівна   | 01.11.2010            | середня            | позапартійна                       | Кротівський будинок-інтернат, молодша медична сестра-прибиральниця |
| 3                            | Оверченко Віктор Григорович    | 01.11.2010            | середня            | позапартійний                      | Линовицький цукрозавод, робітник                                   |
| 4                            | Процан Людмила Вікторівна      | 01.11.2010            | вища               | позапартійна                       | Новомартиновицька загальноосвітня школа І-ІІ ст., вчитель          |
| 5                            | Сенченко Світлана Миколаївна   | 01.11.2010            | середня            | позапартійна                       | Філіал Прилуцької районної бібліотеки № 29, бібліотекар            |
| 6                            | Плужник Ольга Іванівна         | 01.11.2010            | середня            | позапартійна                       | Новогребельський будинок культури, прибиральниця                   |
| 7                            | Тарасенко Валентина Миколаївна | 01.11.2010            | вища               | позапартійна                       | Кротівський будинок-інтернат, сестра-господарка                    |
| 8                            | Лутаєнко Борис Миколайович     | 01.11.2010            | середня            | позапартійний                      | тимчасово не працює                                                |
| 9                            | Лутаєнко Антоніна Вікторівна   | 01.11.2010            | вища               | позапартійна                       | Новомартиновицька загальноосвітня школа І-ІІ ст., вчитель          |
| 10                           | Троян Лідія Іванівна           | 01.11.2010            | середня            | позапартійна                       | Новогребельський ФП, санітарка                                     |
| 12                           | Труш Ігор Миколайович          | 01.11.2010            | вища               | позапартійний                      | Линовицький цукрозавод, робітник                                   |